# Tartu (Sprache)

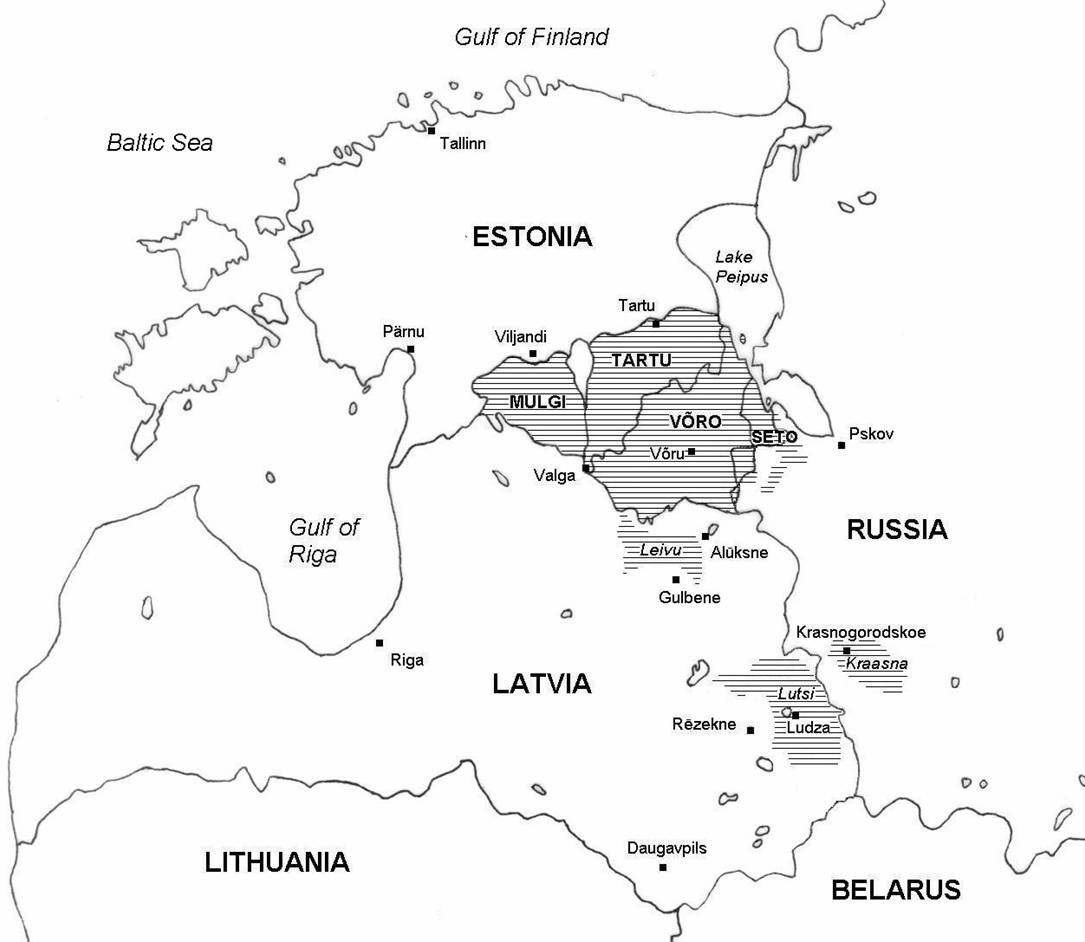
Verbreitungsgebiet der südestnischen Sprachen: Mulgi, Seto, Tartu und Võro.

Tartu (estnisch tartu keel, südestnische Sprache tarto kiil) ist eine traditionelle Dialektform der südestnischen Sprache. Im (historischen) deutschen bzw. deutschbaltischen Sprachgebrauch ist die Bezeichnung Dörptestnisch (nach der Stadt Dorpat, estnisch Tartu) üblicher.
Die Sprache wird Anfang des 21. Jahrhunderts noch von etwa tausend Sprechern in Estland beherrscht. Wie Võro, Seto und Mulgi versucht man die Sprache heute wiederzubeleben.
Die Sprache erlebte ihre Blütezeit vom 17. bis zum 19. Jahrhundert. Vor allem in den historischen Kirchspielen des südlichen Tartumaa (Sangaste, Otepää, Kambja, Võnnu, Rõngu, Rannu, Puhja, Nõo und Tartu-Maarja) war sie beheimatet. In Tartumaa und Võrumaa war sie Kirchen-, Gerichts- und Schulsprache. Daneben wurde sie in den Landkreisen Valgamaa und Põlvamaa gesprochen.
Herausragendstes Sprachdenkmal ist die 1686 erschienene Übersetzung des Neuen Testaments unter dem Titel Wastne Testament durch den deutschbaltischen Pfarrer Andreas Virginius und seinen Sohn Adrian Virginius. Auch der Schriftsteller und Philologe Jakob Hurt (1839–1907) verfasste einige seiner Schriften auf dörptestnisch, angelehnt an den Dialekt von Rõngu.
Bekanntester zeitgenössischer Vertreter dörptestnischer Literatur ist der Dichter Mats Traat (1936–2022).